# Louis Blanc (stanice metra v Paříži)
Louis Blanc je přestupní stanice pařížského metra mezi linkami 7 a 7bis v 10. obvodu v Paříži. Linka 7bis zde končí. Stanice se nachází na křižovatce ulic ''Rue La Fayette a Rue du Faubourg Saint-Martin.

## Historie
Stanice byla otevřena 23. listopadu 1910 jako součást prvního úseku linky 7. Dne 18. ledna 1911 byla ze stanice Louis Blanc zprovozněna boční větev do stanice Pré Saint-Gervais. Tato východní větev se 3. prosince 1967 stala samostatnou linkou s označením 7bis.

## Název
Jméno stanice je odvozeno od názvu nedaleké ulice Rue Louis Blanc. Louis Blanc (1811–1882) byl francouzský politik, z jehož literárního díla čerpali zakladatelé Socialistické strany.

## Vstupy
Stanice má jeden vchod před nárožním domem na křižovatce ulic Rue La Fayette a Rue du Faubourg Saint-Martin.